# Liste von Persönlichkeiten der Stadt Eisenach
Dies ist eine Liste der Persönlichkeiten, die in der Stadt Eisenach geboren wurden oder dort gewirkt haben. Sie ist in Kategorien unterteilt und innerhalb dieser Kategorien alphabetisch geordnet.

## Söhne und Töchter der Stadt

### Bildende Künstler
- August Anhalt (1899–1975), Maler, Zeichner und Grafiker
- Wolfgang Arnold (* 1954), Maler und Restaurator
- Erich Bock (1899–1981), Maler und Zeichner
- Hanns Bock (1885–1966), Zeichner
- Ernst Hugo Brehme (1882–1954), Fotograf
- Hugo Duphorn (1876–1909), Landschaftsmaler
- August Erich (1591–1670), Kunst- und Porträtmaler
- Hugo Flintzer (1862–1917), Maler
- Philipp Ganz (1746–nach 1800), Kupferstecher und Radierer
- Hermann Hahn (1841–1929), Architekt
- Paul Hempe (1886–1973), Maler und Zeichner, Schöpfer von „Henner“ und „Frieder“ (zwei Originale des Sommergewinns)
- Hermann Hosaeus (1875–1958), Bildhauer
- Susanne Kandt-Horn (1914–1996), Malerin und Grafikerin
- Thomas Karsten (* 1958), Fotograf
- Max v. Kawaczynski (1860–1912), Medailleur und Porträt-Bildhauer
- Hans-Kurt Lange (1930–2008), deutsch-britischer Szenenbildner
- Günther Laufer (1907–1992), Kunstschmied, Metallbildhauer, Restaurator
- Heinrich Müller (vor 1800–??), Maler und Zeichner
- Helgard Müller-Jensen (* 1939), Galeristin für zeitgenössische Kunst
- Rainer Muhrbeck (* 1944), Bildhauer
- Claus Nageler (1943–2017), Bildhauer
- Fritz Neuenhahn (1888–1947), Maler und Zeichner
- Joachim Nusser (* 1931), Grafiker, Zeichner und Maler
- Ernst August Bernhard Petri (1744–1809), Landschaftsarchitekt
- Friedrich Preller d. Ä. (1804–1878), Maler und Radierer
- Isolde Schmitt-Menzel (1930–2022), Grafikerin und Schöpferin der „Maus“ (Die Sendung mit der Maus)
- Felix Schuchard (1865–1944), Maler und Zeichner
- Hermann Wislicenus (1825–1899), Maler
- Erich Windbichler (* 1904; † nach 1944), Maler und Bildhauer

### Literaten
- Margot Baum (1932–2023), Schriftstellerin
- August Becker (1828–1891), Schriftsteller
- Thomas C. Breuer (* 1952), Schriftsteller und Kabarettist
- Hermann Buddensieg (1893–1976), Schriftsteller, Herausgeber und Übersetzer
- Walter Conrad (1922–2006), Schriftsteller und Sachbuchautor zur Technikgeschichte
- Daniela Danz (* 1976), Schriftstellerin
- Claire Din (1958–2020), Lyrikerin und Textdichterin
- Walter Flex (1887–1917), Weltkriegsdichter
- Ernst Heusinger (1792–1884), Schriftsteller und Sagensammler
- Rainer Hohberg (* 1952), Kinderbuch- und Hörspielautor
- Horst Jäger (1928–2009), Schriftsteller
- Johann Michael Koch (1677–1730), Heimatgeschichtsforscher und Erzähler
- Max Kürschner (1893–1982), Heimatschriftsteller
- Anna Dorothea Lange (1715–1764), Schriftstellerin
- Friedrich Lienhard (1865–1929), Schriftsteller und Wortführer der „Heimatkunstbewegung“
- Johannes Limberg (um 1650 – 1714), Geistlicher und Verfasser von Reiseliteratur
- Melchior Merle (1532–1604), Eisenacher Ratsherr und Verfasser einer Reimchronik über die Stadt
- Anna Hilaria Preuß (1873–1948), Schriftstellerin
- Marianne Reussing (1757–1831), Schriftstellerin
- Fritz Rollberg (1890–1938), Hauptinitiator und Mitbegründer der Schriftenreihe „Heimatblätter“
- Michael Schindhelm (* 1960), Autor und Theaterintendant
- Herbert Thiele-Fredersdorf (* 1909), Jurist und Lektor
- Eleonore Sophie Auguste Thon (1753–1807), Schriftstellerin
- Jodocus Trutfetter (um 1460 – 1519), Theologe und Schriftsteller des 15. Jahrhunderts
- Rudolf Weiss (1920–1974), Schriftsteller
- Eduard Zahn (1872–1937), Humorist und Heimatdichter
- Hans Severus Ziegler (1893–1978), Publizist und Intendant

### Musiker und Komponisten
- Johann Ernst Bach (1722–1777), Komponist, Hof- und Stadtorganist an der Georgenkirche in Eisenach
- Johann Georg Bach (1751–1797), Hof- und Stadtorganist an der Georgenkirche in Eisenach
- Johann Jacob Bach (1682–1722), Oboist an der Hofkapelle des schwedischen Königs
- Johann Nikolaus Bach (1669–1753), Komponist aus der Familie Bach
- Johann Sebastian Bach (1685–1750), Komponist des Barock, Organist und Cembalist
- Alexander Blume (* 1961), Boogie-Woogie-, Blues- und Jazz-Pianist
- Thomas Buchholz (* 1961), Komponist
- Karl Friedrich Degenhardt (* 1991), Jazzmusiker
- Florian Heinisch (* 1990), Pianist und Komponist
- Michael von Hintzenstern (* 1956), Musiker, Komponist, Autor und Journalist
- Johann Wilhelm Hertel (1727–1789), Komponist
- Ruth Hohmann (* 1931), Jazzsängerin
- Siegfried Kuhn (1893–1915), Komponist
- Horst Lippmann (1927–1997), Jazzmusiker und Konzertveranstalter
- Thomas Reuter (* 1952), Komponist, Chorleiter und Pianist
- Oliver Schwerdt (* 1979), Musiker, Produzent und Wissenschaftler

### Natur- und Geisteswissenschaftler
- Ernst Abbe (1840–1905), Astronom, Mathematiker, Physiker, Optiker, Unternehmer und Sozialreformer
- Walter Ackermann (1889–1978), Pädagoge
- Stefan Breuer (* 1948), Soziologe und Hochschullehrer
- Marian Burchardt (* 1975), Soziologe und Hochschullehrer
- Karl Clausberg (* 1938), Kunsthistoriker und Hochschullehrer
- August Immanuel Cunitz (1767–1826), Obermedizinalrat
- Wolfgang Einsingbach (1933–1981), Denkmalpfleger
- Arno Fuchs (1869–1945), Hilfsschul-/Heilpädagoge
- Karl Hermann Funkhänel (1808–1874), Philologe und Pädagoge
- Ernst Bruno von Gersdorff (Bruno de Gerstorff, 1820–1883), deutsch-amerikanischer Arzt
- Johann Friedrich Karl Grimm (1737–1821), Arzt und Botaniker
- Manfred Haak (1931–2025), Geograph und Pädagoge
- Eleonore Heerwart (1835–1911), Reformpädagogin
- Jochen Huhn (* 1930), Geschichtsdidaktiker und Hochschullehrer
- Elmar K. Jessberger (1943–2017), Physiker, Planetologe und Hochschullehrer
- Karl Ferdinand Kern (1814–1868), Heilpädagoge und Arzt
- Günther Kraft (1907–1977), Musikwissenschaftler und Hochschullehrer, von 1964 bis 1971 Direktor des Bachhauses
- Peter Krüger (1935–2011), Historiker und Hochschullehrer
- Rosemarie Leineweber (* 1951), Prähistorikerin
- Heinz Mansfeld (1899–1959), Kunstwissenschaftler und Denkmalpfleger
- Ralf-Peter Märtin (1951–2016), Historiker, Autor und Verlagsmanager
- Auguste Möder (1830–1897), Pädagogin
- Christian Franz Paullini (1643–1712), Arzt und Universalgelehrter
- Friedrich Christian Gottlieb Perlet (1767–1828), Pädagoge und Philologe
- Günter Pickert (1917–2015), Mathematiker
- Adolf Rein (1885–1979), Historiker, Staatskommissar und Rektor der Universität Hamburg
- Hans Rein (1879–1915), Elektroingenieur, Entwickler der Vielton-Sender
- Wilhelm Rein (1847–1929), Theologe und Reformpädagoge
- Walter Reppe (1892 in Göringen – 1969), Chemiker
- Johannes Rosinus (1551–1626), Theologe und Antiquar
- Christian Schreiber (1781–1857), Philosoph, Pädagoge, Lyriker
- Stefan Schweizer (* 1968), Kunsthistoriker, Präsident der Dt. Gesellschaft für Gartenkunst und Landschaftskultur
- Theodor Thon (1792–1838), Mineraloge und Stenograph
- Margarete Tjaden-Steinhauer (* 1936), marxistische Soziologin und Politikwissenschaftlerin
- Lothar Zögner (1935–2018), Geograph, Kartograph und Bibliothekar

### Politiker
- Alfred Appelius (1858–1932), letzter Präsident des Landtages im Großherzogtum Sachsen (Sachsen-Weimar-Eisenach)
- Julius Appelius (1826–1900), Landtagspräsident, Landgerichtspräsident, Präsident der Landessynode
- Johanna Arenhövel (* 1950), CDU-Politikerin, Mitglied des Thüringer Landtags
- Rudolf (Friedrich) Arnold (1896–1950), KPD-Politiker, Mitglied des Thüringer Landtags
- Ernst Ludwig Avemann (1609–1689), Kanzler im Herzogtum Sachsen-Gotha
- Sabine Bergmann-Pohl (* 1946), CDU-Politikerin
- Gerlinde Berk (1940–2023), SPD-Politikerin, Abgeordnete der Bremischen Bürgerschaft
- Michael Büttner (1599–1677), Beamter in verschiedenen Ämtern
- Karsten Degner (* 1964), DSU-Politiker
- Friedrich von Eichel-Streiber (1876–1943), Jurist und thüringischer Landespolitiker
- Heinrich von Eichel-Streiber (1878–1953), Rittergutsbesitzer und Politiker, Ministerialdirektor
- Hans Fischer (1924–1983), DDR-Diplomat
- Werner Fischer (1902–1976), Oberbürgermeister 1946–1953
- Carl Fuchs (1876–1950), (LDP(D))-Politiker
- Walther Graef (1873–1937), Jurist und Politiker (DNVP), Vizepräsident des Reichstages
- Evelin Groß (* 1958), CDU-Politikerin, Mitglied des Thüringer Landtags
- Ernst Wilhelm Christian von Heydebrand und der Lasa (1745–1819), preußischer Landrat
- Günter Höch (1921–2015), MdL Baden-Württemberg (SPD) 1965–1972
- Erich Honstein (1904–1934), KPD-Funktionär und Widerstandskämpfer gegen den Nationalsozialismus
- Christoph Ihling (* 1985), Politiker (CDU), Oberbürgermeister seit 2024
- Ulrike Jary (* 1985), Politikerin (CDU), Mitglied des Thüringer Landtags
- Gerry Kley (1960–2021), Politiker (FDP), Landtagsabgeordneter und Minister in Sachsen-Anhalt
- Kurt Lange (1895–1990), Abgeordneter der Hamburger Bürgerschaft (1931–1933) und Ministerialdirektor im Reichswirtschaftsministerium
- Kurt Lange (1899–1964), Widerstandskämpfer und SED-Funktionär
- Hartmut Mangold (* 1956), Jurist und Politiker
- Johannes Müller (1901–1944), Jurist, Regierungspräsident in Köslin
- Karl Rabe von Pappenheim (1847–1918), Politiker, Präsident des Provinziallandtags der Provinz Hessen-Nassau
- August Roese (1807–1891), Oberbürgermeister von 1847 bis 1884 („Bürgermeister auf Lebenszeit“)
- Johannes Saalfeld (* 1982), Politiker (Bündnis 90/Die Grünen), Mitglied des Landtag von Mecklenburg-Vorpommern
- Botho Prinz zu Sayn-Wittgenstein-Hohenstein (1927–2008), Politiker
- Steffen Schütz (* 1966), Politiker (BSW), Mitglied des Thüringer Landtags
- Helga Solinger (* 1939), SPD-Politikerin, ehem. Ministerin in Baden-Württemberg
- Friedrich Sommer (1824–1898), Jurist, Politiker und Mitglied des Deutschen Reichstags
- Klaus Stöber (* 1961), Politiker (AfD), Mitglied des Bundestages
- Christian August Thon (1755–1829), Regierungschef (1814–1829) von Sachsen-Weimar-Eisenach
- Ottokar Thon (1792–1842), Freiheitskämpfer und Ministerialbeamter (Sachsen-Weimar-Eisenach)
- Friedrich Unteutsch (1891–1947), Verwaltungsjurist und Landrat des Landkreises Eisenach
- Gustav Wittich (1783–1857), Oberkonsistorialdirekor und Großherzoglich-Sachsen-Weimar-Eisenachischer Kanzler in Eisenach.

### Schauspieler
- Johannes Achtelik (* 1949), Schauspieler
- Claus Clausen (1899–1989), Schauspieler
- Petra Ehlert (1966–2021), Schauspielerin
- Raimund Gensel (1940–2002), Schauspieler
- Nelly Hoffmann (* 2007), Schauspielerin
- Gordon Kämmerer (* 1986), Schauspieler und Regisseur
- Jenny König (* 1986), Schauspielerin
- Lisa-Marie Koroll (* 1997), Schauspielerin
- Marlene Marlow (* 1974), Schauspielerin
- Heiko Senst (* 1968), Schauspieler und Regisseur
- Frithjof Vierock (1943–2020), Schauspieler
- Carolin Walter (* 1985), Schauspielerin

### Sportler
- Jürgen Beck (* 1959), Handballspieler
- Marko Grgić (* 2003), Handballspieler
- Gabriele Günz, geb. Niebling (* 1961), Hochspringerin
- Erich Händel (1909–1943), Radrennfahrer
- Stephan Just (* 1979), Handballspieler
- Bobby Kohlrausch (1904–1953), Automobilrennfahrer
- Steffen Kraus (* 1968), Fußballspieler
- Richard Leopold (1909–1997), Gewichtheber
- Alexander Rödiger (* 1985), Bobfahrer
- Bettina Schmidt (1960–2019), Rennrodlerin, erste Eisenacher Olympiateilnehmerin
- Juliane Seyfarth (* 1990), Skispringerin
- Marion Thees (* 1984), Skeletonpilotin
- Benjamin Trautvetter (* 1985), Handballspieler
- Johannes Voigtmann (* 1992), Basketballspieler
- Karl Völker (1796–1884), Turnlehrer, Schüler von Turnvater Jahn

### Theologen und Kirchenfunktionäre
- Ingo Braecklein (1906–2001), Bischof der Evangelischen Landeskirche von Thüringen
- Friedrich Coch (1887–1945), Landesbischof von Sachsen
- Hans Herbst (1926–1997), Kirchenrat und Superintendent
- Dietrich von Heymann (1935–2022), evangelischer Theologe
- Johannes Himmel (1546–1626), Pfarrer und Archidiakon
- Johannes de Indagine (1415–1475), Prior der Kartause Eisenach, Reformtheologe und Autor theologischer Schriften
- Rudolf Losse (um 1310 – 1364), Rechtsgelehrter und Dekan des Mainzer Doms
- Severus Christoph Olpius (1623–1673), Moralphilosoph und lutherischer Theologe
- Tobias Schüfer (* 1967), Regionalbischof von Meiningen-Suhl
- Heinrich Schwerdt (1810 in Neukirchen – 1888), Pfarrer, Pädagoge und Schriftsteller
- Friedemann Stengel (* 1966), evangelischer Theologe und Hochschullehrer
- Johann Gustav Stickel (1805–1896), evangelischer Theologe, Orientalist und Numismatiker
- Jodocus Trutfetter Isenacensis (1460–1519), katholischer Theologe und Lehrer Luthers in Erfurt

### Widerstandskämpfer gegen den Nationalsozialismus
- Ernst Böckel (1909–1940), Kommunist und antifaschistischer Widerstandskämpfer
- Willy Enders (1886–1938), Sozialdemokrat und Gewerkschafter
- Paul Göpel (1887–1940), Kommunist und Freidenker
- Erich Honstein (1904–1934), Kommunist und antifaschistischer Widerstandskämpfer
- Fritz Koch (1901–1933), Kommunist und antifaschistischer Widerstandskämpfer
- Otto Speßhardt (1911–1945), Kommunist und antifaschistischer Widerstandskämpfer
- Heinrich Zieger (1900–1933), Kommunist und antifaschistischer Widerstandskämpfer

Bis auf Paul Göpel wurden die Genannten in der DDR-Zeit mit der Benennung von Eisenacher Straßen postum geehrt.

### Wohltäter und Mäzene
- Julius von Eichel-Streiber (1820–1905), Mäzen und Großgrundbesitzer
- Alexander Ganss (1829–1902), Mäzen und Namensgeber der Alexander-Ganss-Stiftung zu Gunsten Kranker und Mittelloser
- Wilhelm Heinrich Werneburg (1778–1859), Kaufmann und Mäzen, stiftete eine „Speiseanstalt für Arme und Hilfsbedürftige“

### Militärangehörige
- Bernhard von Arnswald (1807–1877), erster Schlosshauptmann auf der Wartburg
- Karl Ferdinand Batsch (1831–1898), Admiral und Mitbegründer der preußisch-deutschen Marine
- Hans von Boineburg-Lengsfeld (1889–1980), Generalleutnant der Wehrmacht im Zweiten Weltkrieg
- Werner Krämer (1913–1981), SS-Hauptscharführer und Blockführer im KZ Sachsenhausen
- Werner Löwisch (1894–1971), Vizeadmiral der Kriegsmarine
- Karl-Wilhelm von Schlieben (1894–1964), Offizier, Generalleutnant
- Karl Friedrich von Steinmetz (1796–1877), preußischer Generalfeldmarschall
- Anton von Steuben (1858–1928), preußischer Generalmajor
- Arndt von Steuben (1826–1900), preußischer Generalmajor
- Kuno von Steuben (1855–1935), preußischer General
- Friedrich Remde (1928–1999), Flottillenadmiral
- Hans-Jochen Witthauer (* 1950), Vizeadmiral der Bundesmarine
- Wilhelm Otto von Wittich genannt von Hinzmann-Hallmann (1815–1894), preußischer Generalmajor

### Sonstige
- Friedrich Theodor Bach (1757–1815), Generaldirektor des Wasserbaus am Rhein
- Walther Bacmeister (1877–1953), Journalist, Verleger und Mitglied des preußischen Abgeordnetenhauses
- Avital Ben-Chorin (1923–2017), Holocaustüberlebende und Ehrenbürgerin
- Anneliese Bergmann (1940–2016), Mitglied des Landesverfassungsgerichts Sachsen-Anhalt
- Dietrich von Bothmer (1918–2009), Klassischer Archäologe
- Reinhold Brunner (* 1961), Stadtarchivar und Autor
- Liane Buchholz (* 1965), Wirtschaftswissenschaftlerin, Hochschullehrerin und Managerin
- Bernhard Demmer (1833–1902), Lokomotivkonstrukteur
- Carl Wilhelm Ettinger (1741–1804), Buchhändler und Verleger
- Hans Fleischer (1919–1986), Fahrzeugdesigner im Automobilwerk Eisenach
- Paul Forkardt (1886–1935), Werkzeugmaschinen-Industrieller
- Luise von Göchhausen (1752–1807), Erste Hofdame der Herzogin Anna Amalia
- Karl-Heinz Günther (1926–2010), Erziehungswissenschaftler und Hochschullehrer
- Ekkehart Krippendorff (1934–2018), Politikwissenschaftler
- Heinrich Leng (1795–1835), Burschenschafter und Autor
- Frank Mater (1963–1984), Todesopfer an der innerdeutschen Grenze
- Johann Christian Friedrich Meyer (1777–1854), Forstwissenschaftler
- Wolfgang Müller (1936–1993), Ökonom und Hochschullehrer
- Wilhelm August (1668–1671), Herzog von Sachsen-Eisenach
- Helmut Scherf (1926–2008), Kunsthistoriker und Museumsleiter
- Bernhard Schramm (1924–2016), Bankmanager, Präsident des Bundesverbandes der Deutschen Volksbanken und Raiffeisenbanken (BVR)
- Johann Georg Sckell (1725–1800), Hofgärtner in Wilhelmsthal und Eisenach
- Charlotte von Stein (1742–1827), Hofdame der Herzogin Anna Amalie, enge Vertraute Goethes
- Hermann Trebelius (um 1475 – nach 1515), erster Buchdrucker in Eisenach
- George Wiedemann (1833–1890), Bierbrauer, Besitzer der Wiedemann Brewing Company in USA
- Ingeborg Wolff, geborene Behrens (* 1938), Juristin, Vizepräsidentin des Bundessozialgerichtes
- Siegfried Wolff (1888–1944), jüdischer Kinderarzt, ermordet in Auschwitz
- Stefan Wolter (* 1967), Historiker
- Roman Twork (* 1989), Medienmanager

## Personen der Stadtgeschichte
- Nikolaus von Amsdorf (1483–1565), Theologe und Reformator, Vertrauter von Martin Luther
- Hermann Arnswald (1813–1894), Wartburghauptmann 1877 bis 1894, Abschluss der Restaurierungsarbeiten
- Sigfried Asche (1906–1985), Kunsthistoriker und Direktor der Wartburgstiftung
- Werner Aßmann (1924–1993), Handballspieler, Trainer der Handballmannschaft von BSG Motor Eisenach
- Johann Ambrosius Bach (1645–1695), Musiker und Eisenacher Stadtmusikdirektor
- Johann Bernhard Bach (1676–1749), Komponist und ab 1703 Organist der Georgenkirche
- Johann Christoph Bach (1642–1703), Komponist und ab 1665 Organist der Georgenkirche
- Ernst Badstübner (* 1931), Kunsthistoriker und Burghauptmann der Wartburg
- Julie von Bechtolsheim (1751–1847), Dichterin und Wohltäterin, ihr Wohnhaus war Anfang des 19. Jahrhunderts einer der kulturellen Mittelpunkte der Stadt
- Johann August Nebe (1775–1854), Generalsuperintendent und Oberpfarrer in Eisenach, Ephorus des Gymnasiums, Direktor des Schullehrerseminars und der Bürgerschule
- August Becker (1828–1891), Schriftsteller, zog sich nach Anfeindungen gegen seinen Roman „Verfehmt“ nach Eisenach zurück
- Hedwig Bender (1854–1928), Philosophin und Frauenrechtlerin, lebte und arbeitete zeitweise in Eisenach
- Friedewald Berg (1912–1992), Schauspieler und zeitweise Intendant am Eisenacher Theater
- Hans Sittich von Berlepsch, Amtmann auf der Wartburg von 1517 bis 1525
- Paul Birr (1889–1945), Bildhauer, schuf zahlreiche Denkmäler in der Stadt
- Herrmann Blechschmidt (1882–1934), Maler und Grafiker, Direktor der Eisenacher Zeichenschule
- Arno Bliedner (1848–1931), Botaniker und Schulbuchautor, erforschte die Flora um Eisenach
- Hanns Bock (1885–1966), Maler, Illustrator für Ludwig Bechstein und die „Eisenacher Tagespost“
- Johann Georg Bornemann (1831–1896), Geologe und Fabrikant, seine Funde bildeten den Grundstock der vorgeschichtlichen Abteilung des Thüringer Museums
- Christian Butter (* 1938), Maler und Grafiker
- Rudolf Denhardt (1845–1908), Arzt und Begründer einer Sprachheilanstalt
- Gustav Ehrhardt (1868–1945), Automobilpionier und Fahrzeugkonstrukteur, erster Direktor der Fahrzeugfabrik Eisenach
- Heinrich Ehrhardt (1840–1928), Gründer der Fahrzeugfabrik Eisenach
- Ernst Eilers (1917–2002), Historiker, Autor zahlreicher Artikel zur jüngeren Eisenacher Geschichte
- Albert Erbslöh (1848–1912), Gründer der Petersberger Brauerei und Vorsitzender der Vereinigten Eisenacher Brauereien, Petersberger und Schlossbrauerei AG
- Gerhard Hasse (1925–2001), Chefarzt des Diakonissen-Krankenhauses, Bürgerrechtler und Stadtratsmitglied
- Karl Hofferbert (1877–1942), Architekt und Stadtbaumeister, Burgbaurat der Wartburg
- Elger IV. zu Hohenstein († 1242), erster Prior des Eisenacher Dominikanerklosters
- Johann Hilten (≈ 1425–1507), Mönch und Apokalyptiker
- Christian Juncker (1668–1714), Historiker und Stadtchronist
- Heinrich Kahle (1832–1902), Verleger und Herausgeber der „Eisenacher Zeitung“
- Friedrich Koch (1813–1872), war Schüler und Hofmeister in Eisenach, gründete ein Progymnasium in der Stadt und war Professor an der Realschule
- Philipp Kühner (1858–1922), Verleger und Landtagsabgeordneter
- Joseph Kürschner (1853–1902), Initiator und Direktor des Reuter-Wagner-Museums
- Rudolf Mauersberger (1889–1971), Komponist und Chorleiter, Gründer des Eisenacher Bachchores
- Eduard Mittenzwey (1843–1936), Jurist und Landgerichtspräsident
- Hermann Nebe (1877–1961), Schriftsteller und Journalist
- Maria Pawlowna (1786–1859), russische Zarentochter, Ehefrau des Großherzogs Karl Friedrich
- Christian Peip (1843–1922), Kartograf und Zeichner, erster Verleger von Ansichtskarten der Stadt Eisenach
- Herbert Peter (1926–2010), Thüringer Landeskirchenmusikdirektor, Dozent an der Thüringer Kirchenmusikschule Eisenach
- Johannes Petzold (1912–1985), Kirchenmusiker und Komponist
- Zacharias Prueschenck von Lindenhofen (1610–1678), Geheimer Rat, Minister, Landesdirektor in Eisenach, Professor der Rechte an der Universität Jena
- Max Raebel (1874–1946), Komponist, Musiker und Maler
- Nikolaus Rebhan (1571–1626), Theologe, Chronist und herzoglicher Berater.
- Emmy von Rhoden (1829–1885), Schriftstellerin und Jugendbuchautorin
- Wilhelm Rinkens (1879–1933), Musiker und Komponist
- Johann Burckard Rosler (1643–1708), Kanzler und Konsistorialpräsident von Sachsen-Coburg, ab 1669 Sekretär der verwitweten Herzogin Marie Elisabeth
- Eduard Sältzer (1811–1880), Architekt und Ziegelfabrikant, Erschließungsplanverfasser für die Eisenacher Südstadt
- Wilhelm Sältzer (1779–1853), Großherzoglicher Baurat, Ausführungsarchitekt und Bauleiter beim Neuaufbau der Wartburg
- Martin Sasse (1890–1942), Pfarrer und evangelischer Landesbischof von Thüringen
- Ferdinand Senft (1810–1893), Forstwissenschaftler und Botaniker
- Johann Kaspar Steube (1747–1795), Schuhmacher, Soldat, Sprachlehrer und Schriftsteller
- Anton von Steuben (1858–1928), preußischer Offizier
- Kaspar von Stieler (1632–1707), Sprachwissenschaftler und Gelehrter
- Hans-Joachim Ursinus (* 1945), 1974–92 Trainer der Handballmannschaft von BSG Motor Eisenach und ThSV Eisenach
- Walther von der Vogelweide (≈ 1170–1230), bedeutender Lyriker des Mittelalters
- Gustav Wittich (1783–1857), Oberkonsitorialdirektor und Kanzler im Großherzogtum Sachsen-Weimar-Eisenach